# Spider-Man 4
La seqüela sense títol de la sèrie Spider-Man del MCU és una pròxima pel·lícula de superherois basada en el personatge de Marvel Comics Spider-Man, coproduïda per Columbia Pictures i Marvel Studios, i distribuïda per Sony Pictures Releasing. Serà part del Marvel Cinematic Universe (MCU) i la quarta pel·lícula de la sèrie de pel·lícules Spider-Man. Estarà protagonitzada per Tom Holland com a Peter Parker / Spider-Man. La pel·lícula estarà dirigida per Destin Daniel Cretton a partir d'un guió de Chris McKenna i Erik Sommers, i és protagonitzada per Tom Holland com Peter Parker / Spider-Man al costat de Zendaya i Charlie Cox.
Sony estava desenvolupant una quarta pel·lícula de Spider-Man l'agost de 2019 juntament amb Spider-Man: No Way Home. La productora Amy Pascal va revelar el novembre de 2021 que la pel·lícula seria la primera d'una nova trilogia de pel·lícules de Spider-Man amb Holland, Sony i Marvel Studios van començar a treballar activament en la història al desembre.
La pel·lícula està prevista que s'estrene el 31 de juliol de 2026, com a part de la sisena fase de l'MCU.